# Annie Jack
Annie L. Jack, née Hayr le 1er janvier 1839 et morte le 15 février 1912, est une écrivaine et horticultrice. Elle est la première femme professionnelle à écrire sur le jardinage.

## Biographie
Elle naît le 1er janvier 1839 dans le Northamptonshire en Angleterre, de John Hayr. En 1852, Annie Linda Hayr déménage à Troy, New York, où elle fréquente le Troy Female Seminary. Elle  épouse Robert Jack, un producteur de fruits d'origine écossaise, et s'installe à sa ferme, "Hillside", à Châteauguay, Québec.
À Hillside, au cours des cinquante années suivantes, Annie Jack  élève onze enfants tout en développant et en entretenant son jardin. Lors de son mariage, elle avait stipulé qu'un acre de terre devait être consacré à n'importe quel département d'horticulture qu'elle choisissait, les profits étant son propre argent de poche. Elle écrit sur ses expériences dans The Rural New Yorker sous le titre "A Woman's Acre". L'horticulteur américain Liberty Hyde Bailey a qualifié le jardin de Jack de « l'un des jardins les plus originaux que je connaisse ». Son mari meurt en avril 1900.
Elle est l'auteure de la chronique sur les fleurs et les fruits "Garden Talks" dans le Montreal Daily Witness, dont le succès a conduit à son livre The Canadian Garden : A Pocket Help for the Amateur (1903). C'était le premier livre canadien sur le jardinage et est demeuré le seul livre de ce genre disponible jusqu'après la première Guerre Mondiale, lorsque Dorothy Perkins publie Canadian Gardening Book (1918).
Elle contribue à Canadian Horticulturalist et elle a aussi écrit des histoires et des poèmes pour divers journaux et magazines, dont "Women's Work in New Channels", pour Harper's Young People. En 1902, elle a publié un volume sur la vie de l'habitant canadien-français intitulé The Little Organist of St. Jerome, and Other Stories.